# Robin Orins
Robin Orins, né le 6 mars 2002 à Heestert, est un coureur cycliste belge.

## Biographie
Très tôt intéressé par le cyclisme, Robin Orins participe à ses premières compétitions dès l'âge de six ans. Il se consacre alors au cyclo-cross, mais passe rapidement aux épreuves sur route. Dans les catégories de jeunes, il s'illustre en obtenant une centaine de victoires, dont plusieurs titres de champion national et provincial. 
En 2020, il représente la Belgique aux championnats d'Europe juniors (moins de 19 ans). L'année suivante, il effectue un stage au sein de la formation Black Spoke Pro Cycling Academy. Il intègre ensuite l'équipe continentale Elevate p/b Home Solution Soenens en 2022. Bon puncheur, il se classe notamment huitième de Liège-Bastogne-Liège espoirs et onzième du Triptyque des Monts et Châteaux.
En 2023, il est transféré dans la réserve de l'équipe Lotto-Dstny. Durant cette saison, il confirme ses aptitudes dans les classiques en terminant troisième de Paris-Roubaix espoirs et sixième de Gand-Wevelgem espoirs. Il montre par ailleurs de bonnes qualités de rouleur en finissant deuxième du championnat de Belgique du contre-la-montre espoirs. La même année, il reçoit l'opportunité de participer à quelques courses professionnelles. 
Lors de la saison 2024, il devient champion de Belgique et champion de Flandre-Orientale du contre-la-montre espoirs. Comme la saison précédente, il se classe troisième de Paris-Roubaix espoirs,. Il passe aussi tout près d'un succès de prestige sur Liège-Bastogne-Liège espoirs en prenant la deuxième place, derrière Joseph Blackmore.

## Palmarès et résultats

### Palmarès par année
- 2018
  -  Champion de Belgique du contre-la-montre par équipes débutants
  - 2e du championnat de Belgique du contre-la-montre débutants 2e année
- 2019
  - 3e du championnat de Flandre-Occidentale du contre-la-montre juniors
- 2021
  - 2e du championnat de Flandre-Occidentale du contre-la-montre espoirs
- 2022
  - 2e du championnat de Flandre-Occidentale du contre-la-montre espoirs
- 2023
  - 2e du championnat de Belgique du contre-la-montre espoirs
  - 2e du championnat de Belgique du contre-la-montre par équipes
  - 3e de Paris-Roubaix espoirs
- 2024
  -  Champion de Belgique du contre-la-montre espoirs
  - Champion de Flandre-Occidentale du contre-la-montre espoirs
  - Circuit Het Nieuwsblad espoirs
  - Mémorial Igor Decraene
  - 2e de Liège-Bastogne-Liège espoirs
  - 2e de la Course de côte d'Herbeumont
  - 2e de la Course de côte de Vresse-sur-Semois
  - 2e du Hel van Voerendaal
  - 3e de Paris-Roubaix espoirs
  - 4e du championnat d'Europe du contre-la-montre espoirs
  - 5e du championnat du monde du contre-la-montre espoirs

### Classements mondiaux
| Année                                 | 2022  | 2023  | 2024 |
| ------------------------------------- | ----- | ----- | ---- |
| Classement mondial                    | nc    | 1270e | 531e |
| UCI Europe Tour                       | 1395e | 864e  | nc   |
|                                       |       |       |      |
| Légende : nc = non classéSource : UCI |       |       |      |